# Гермон Теклеаб
Гермон Теклеаб Фессехає (англ. Hermon Tecleab Fessehaye, нар. 3 грудня 1993) — еритрейський футболіст, півзахисник клубу «Ідо'с». Виступав, зокрема, за клуби «Маї Теменаї», «Козаккен Бойз» та «Ідо'с», а також національну збірну Еритреї.

## Клубна кар'єра
У дорослому футболі дебютував 2008 року виступами за команду «Маї Теменаї», в якій провів шість сезонів. 
Своєю грою за цю команду привернув увагу представників тренерського штабу клубу «Козаккен Бойз», до складу якого приєднався 2014 року. Відіграв за команду з Веркендама наступні п'ять сезонів своєї ігрової кар'єри.
До складу клубу «Ідо'с» приєднався 2019 року. 

## Виступи за збірну
2009 року дебютував в офіційних матчах у складі національної збірної Еритреї.